# デル・アンドリュース
デル・アンドリュース（Del Andrews、1894年10月5日 - 1942年10月27日）、出生名ウデル・エンドロウズ (Udell Endrows) は、1920年代に活動したアメリカ合衆国の映画監督、脚本家。おもに低予算の西部劇を扱い、フート・ギブソン、フレッド・トムソン、 ボブ・カスターなどが主演する作品の監督や脚本を手がけた。
ユニバーサルの1930年の映画『西部戦線異状なし』では、ジョージ・アボット、マクスウェル・アンダーソンとともに第3回アカデミー賞脚本賞にノミネートされた。

## おもなフィルモグラフィ
- 名馬の誉 / The Hottentot (1922) - ジェイムズ・W・ホーン（英語版）との共同監督
- 嵐の判決 / Judgment of the Storm (1924) - 監督
- 人魚は踊る / The Galloping Fish (1924) - 監督
- 忘れられし妻 / His Forgotten Wife (1924) - 脚本
- 冤罪 / The White Sin (1924) - 脚本
- The Wild Bull's Lair (1925) - 監督
- 風に乗る騎士 / Ridin' the Wind (1925) - 監督
- The Ridin' Streak (1925) - 監督
- 未来派女学生 / Collegiate (1926) - 監督
- 電光トムソン / Lone Hand Saunders (1926) - 脚本
- The Yellow Back (1926) - 監督[3]
- 蛮勇ギブソン / The Hero on Horseback (1927) - 監督
- 暴力団 / The Racket (1928) - 脚本
- 無鉄砲一番乗 / The Rawhide Kid (1928) - 監督
- 珍サーカス王 / The Wild West Show (1928) - 監督、脚本
- 裏切者 / Betrayal (1929) - 編集
- 西部戦線異状なし / All Quiet on the Western Front (1930)[2] - 脚本
- 真実の力 / Disorderly Conduct (1932) - 脚本